# Активное воздействие на гидрометеорологические процессы
Активное воздействие на гидрометеорологические процессы — воздействие на гидрометеорологические процессы в целях их регулирования и уменьшения возможного вреда от них населению и экономике. Теоретически также возможно такое воздействие в военных целях.

## История
Человек всегда хотел подчинить себе природу. Первые практически реализуемые научные идеи о воздействии на атмосфеpные явления возникли уже в XIX веке. Так, исследователь из США Джеймс Поллард Эспи в 1841 году высказал идею, что можно создать облака и дождь, воспpоизводя восходящий в виде тpубы ток воздуха путем разведения огня на достаточно большой площади в подходящий момент. Эксперимент полностью подтвердил это предположение. В 1921 году в РСФСР был создан Hаучно-мелиоpативный институт для проведения исследований в области создания искусственных осадков. В 1930 году В.H. Оболенский впервые в миpе начал комплексный эксперимент, который показал, что активные воздействия на атмосферные процессы возможны и пеpспективны. В связи с этим в 1931 году в Москве был создан Институт искусственного дождевания с отделениями в Ленинграде, Одессе, Ашхабаде. Ленинградское отделение этого института в дальнейшем превратилось в самостоятельный Ленинградский институт экспериментальной метеорологии.

## Активное воздействие на облака
Активное воздействие на облака — это физико-химическое воздействие на облака с целью вызвать выпадение осадков из облаков или рассеяние облаков без выпадения осадков, или предотвратить выпадение града из облаков. Эта технология была разработана в конце 1940-х — начале 1950-х годов. В частности, в 1946 году Бернард Воннегут открыл эффект действия иодида серебра и иодида свинца в качестве центров кристаллизации воды, который был использован для создания установок искусственного рассеивания облаков.
В настоящее время механизм таких воздействий преимущественно сводится к изменению фазового состояния облака при «засеве» его некоторыми реагентами, в частности твёрдой углекислотой и дымом йодистого серебра или йодистого свинца. При испарении измельчённой углекислоты в переохлаждённых водяных облаках создаётся сильное охлаждение (ниже −40 °C) и пересыщение, что приводит к кристаллизации. Облака превращаются в смешанные, приобретают вследствие этого коллоидальную неустойчивость и дают осадки, как это бывает естественным образом в смешанных облаках (см. теория Бержерона—Финдайзена). Например, в СССР засев производился специальными самолётами-зондировщиками, например, Ан-30М и другими.
Зародыши кристаллизации отчасти являются замёрзшими каплями, отчасти возникают спонтанно при большом пересыщении. С помощью твёрдой углекислоты возможно и создание искусственных ледяных облаков в безоблачном воздухе. Аэрозоль дыма йодистого серебра, имеющего кристаллографическое сходство со льдом, также приводит к замерзанию переохлаждённых капель, действуя в качестве ядер замерзания или ядер сублимации. В мощных кучевых облаках появление твёрдой фазы, а также укрупнение капель могут быть вызваны введением в облака распылённой воды, капли которой растут благодаря коагуляции. Гигроскопические частички или капли растворов солей, вводимые в облака, могут вызвать выпадение из облака осадков без твёрдой фазы.
Пионерами в разработке методики противоградовых мероприятий были учёные СССР. После заключения учёных об эффективности разработанных мероприятий правительством СССР было принято решение о проведении противоградовых работ сначала в Грузии, Армении, а затем в Молдавии, на Северном Кавказе и в Закавказье, на Украине и в Средней Азии.
Путём дымления реагент вносится в переохлаждённую часть облака, ответственную за образование и рост града, на уровень изотермы минус 6°C. Микроскопические частицы йодистого серебра захватываются переохлаждёнными каплями, превращаясь в кристаллы, которые становятся искусственными зародышами града. Искусственные зародыши града вступают в конкуренцию с естественными зародышами града за содержащуюся в облаке влагу и не дают возможности градинам вырасти до крупных размеров. В результате этого в облаке лавинообразно образуется громадное число мелких градин, которые при выпадении из облака успевают растаять в тёплой части атмосферы и достигают земли уже в виде дождя.
Реагенты вводятся в облака путём засева облака гранулированной твёрдой углекислотой с самолёта, путём создания дымов йодистого серебра в специальных генераторах (см. аэрозольный генератор), путём запуска ракет, содержащих шашку активного дыма с различной концентрацией йодистого серебра и т. п.
Во многих странах мира (Россия, США, Аргентина, Армения, Бразилия, Франция, Германия, Испания, ЮАР и др.) проводятся мероприятия, позволяющие снизить ущерб для сельского хозяйства от града в несколько раз.

## Активное воздействие на туманы
Активное воздействие на туманы — это воздействие на туманы в целях их рассеяния. На переохлаждённые туманы (при отрицательных температурах) воздействуют твёрдой углекислотой и дымом йодистого серебра, чтобы создать в тумане ледяные кристаллы таким же образом, как это делается при активном воздействии на облака. Применяется также засев гигроскопическими частичками. Для засева твёрдой углекислотой и йодистым серебром применяют наземные установки и генераторы.

## Борьба с тайфунами
В США разрабатывались методы активного воздействия на тайфуны с целью их разрушения или изменения траекторий. Американские учёные предполагали, что достаточно будет разрушить часть облачности в каком-либо секторе, чтобы нарушить его энергетический баланс, что изменит и траекторию движения тайфуна. Однако проведённые в начале 1980-х годов в рамках проекта Stormfury эксперименты не подтвердили этих предположений, хотя и не опровергли их.
СССР совместно с Кубой и Вьетнамом также в 1980-е годы проводил исследования тайфунов, задачей которых было найти те «болевые точки» тайфуна, действуя на которые можно было бы уменьшать или увеличивать его мощность, разрушать или изменять траекторию. Были получены интересные данные[какие?], в том числе по структуре тайфуна, что дало возможность приступить к моделированию различных методов воздействия.

## Искусственный вызов дождей
В 1902 году американский предприниматель Чарльз Мэллори Хэтфилд заявил о том, что сумел открыть смесь из 23 химических веществ, способную вызывать дождь, однако эти заявления подверглись сомнению в научном сообществе. Летом 2021 года в ОАЭ прошли испытания новых технологий по вызову осадков. С этой целью в Эмиратах стали использовать дроны, которые могут вызывать дождь с помощью электрических разрядов в облаках без использования химических соединений. Так в 50-ти градусную жару полил сильный ливень. Наиболее актуальны данные технологии для жарких и засушливых стран, где дождь относительно редок.

## Военное применение
Имеется информация о том, что в США и в СССР проводились исследования возможности воздействия на гидрометеорологические процессы в военных целях.
В частности, войска США искусственно вызывали ливневые дожди во время войны во Вьетнаме.
В СССР изучалась возможность противодействия через погоду электронным и оптическим средствам и спутниковым системам противника, а также вопросы, связанные с улучшением прохождения радиоволн, инициированием спуска снежных лавин, вскрытия ледяного покрова.
СССР вышел с инициативой разработки и подписания международной конвенции по этому вопросу. Конвенция «О запрещении военного или любого иного враждебного использования средств воздействия на природную среду» была подписана целым рядом стран и вступила в силу 5 октября 1978 года.

## В искусстве
- «Лучший подарок на Рождество» — американский фильм 2000 года.
- «Геошторм» — американский фильм 2017 года.